# 허한・허적 초상
허한・허적 초상(許僩・許積 肖像)은 충청북도 충주시 소태면 오량리에 있는 조선시대의 초상화이다. 2000년 10월 27일 충청북도의 유형문화재 제201호로 지정되었다.

## 개요
규모나 화격면에서 조선시대 초상화의 격조를 고루 갖춘 작품이다. 세부 표현에 이르기까지 허술하지 않는 깔끔한 품격의 이 작품은 보존상태가 양호하나 현재 보관장소가 협소하여 무리하게 걸려 있어 보관상태가 다소 불량하다.
허적(許積)의 영정은 의자에 앉아 옆면을 바라보고 있는 모습으로 의자에 앉아 호랑이를 밟고 있는 모습이다. 영정의 크기는 아버지인 허한의 영정은 길이 147cm, 폭 63cm이고, 허적의 영정은 길이 162cm, 폭 83.5cm(표구상태 236×97cm)이다. 허적의 영정은 아버지인 허한의 영정 좌측에 봉안되어 있으나 다소 퇴락하였다. 허적의 묘소는 소태면 오량리에 자리하고 있다.
허한(許僩, 1574∼1642)은 자가 의보(毅甫), 호는 향오(香塢)이며, 본관은 양천(陽川)으로 한천(寒泉) 잠(潛)의 셋째 아들이다. 예천군수, 이천부사를 지냈고, 영의정에 추증(追贈)되었다.
허적(許積, 1610∼1680)은 조선 숙종 때의 인물로 자는 여차(汝車), 호는 묵제(默齊)·휴옹(休翁)이며, 본관은 양천(陽川)으로 부사(府使) 허한의 아들로 충주시 엄정면 괴동리에서 태어났다.
평안감사를 거쳐 현종 8년(1667)에 우의정, 좌의정을 거쳐 영의정에 이르렀으며, 숙종 4년(1678) 재정고갈(財政枯渴)을 막기 위하여 상평통보를 주조하여 사용케 하였다. 식견이 넓고 총명했으며, 남인(南人)으로서 서인(西人)인 송시열 등과도 가까이 지냈다.

## 같이 보기
- 허한
- 허적

## 갤러리

허한 초상화
허적 초상화

## 참고 자료
- 허한・허적 초상 - 국가유산청 국가유산포털